# Калининский (посёлок, Кемеровская область)
Кали́нинский — посёлок в Мариинском районе Кемеровской области. Является административным центром Калининского сельского поселения. Глава посёлка Колмыков Евгений Николаевич.

## География
Центральная часть населённого пункта расположена на высоте 150 метров над уровнем моря.

## Население
По данным Всероссийской переписи населения 2010 года, в посёлке Калининский проживает 1533 человека (655 мужчин, 878 женщин).

## Образование
Школа, детский сад, Мариинский педагогический колледж имени императрицы Марии Александровны.

## Галерея

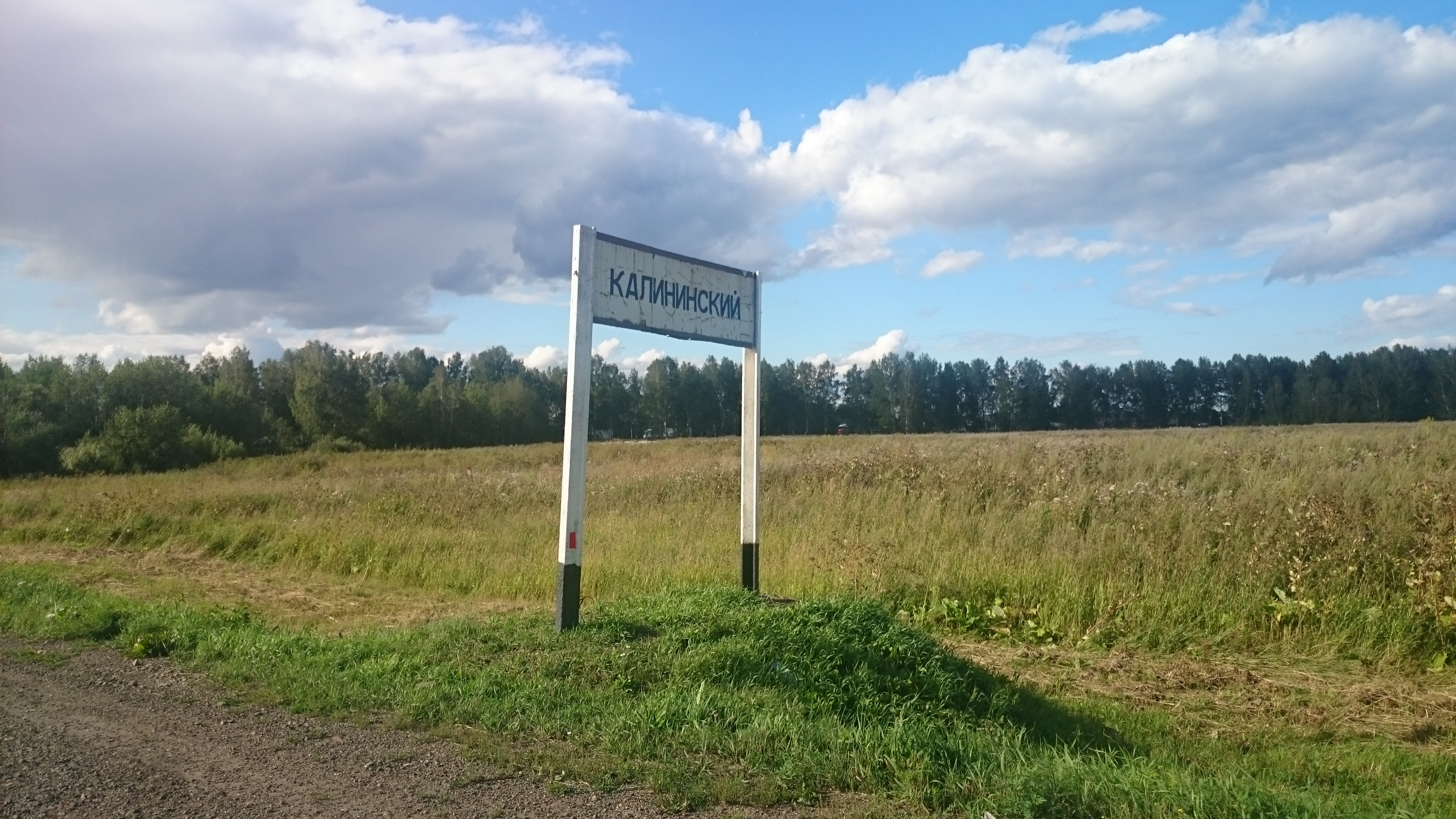
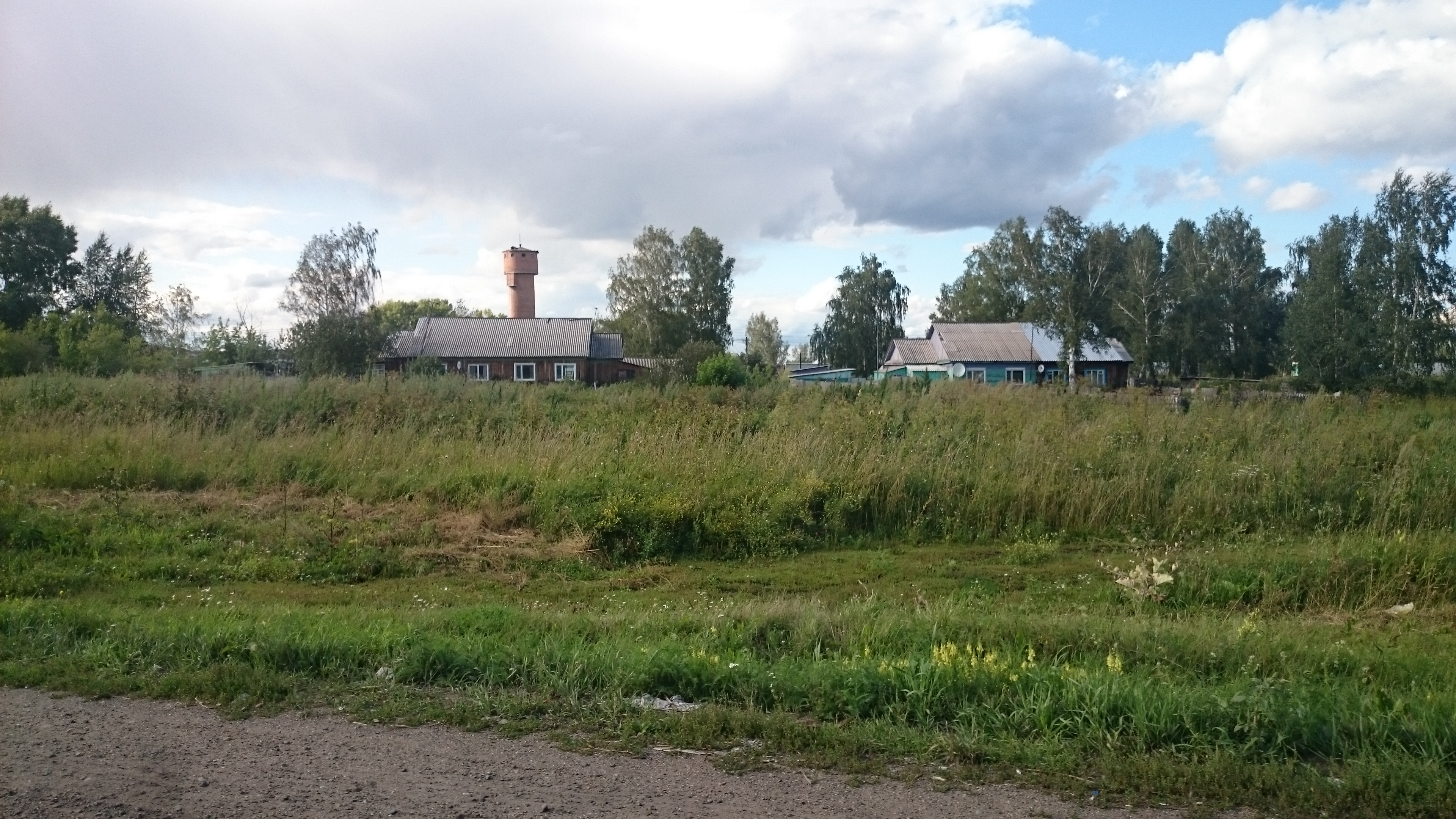
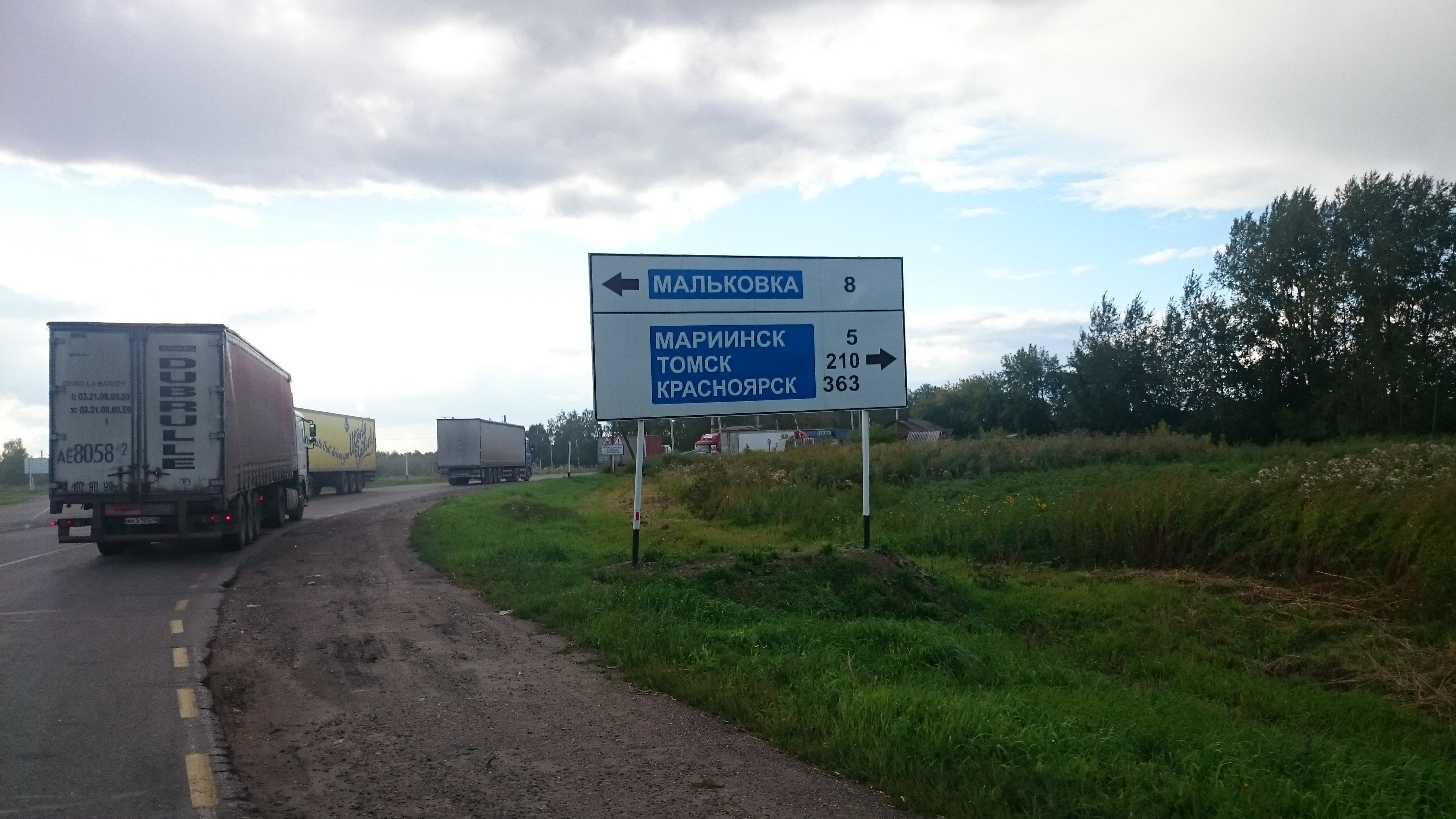